# Peter Ware Higgs
Peter Ware Higgs, škotski fizik, * 29. maj 1929, Newcastle upon Tyne, Anglija, † 8. april 2024, Edinburg, Škotska.
Leta 1964 je Higgs, neodvisno od dveh belgijskih raziskovalecev, napovedal obstoj Higgsovih bozonov, ki naj bi bili nosilci skalarnega Higgsovega polja in naj bi dajali osnovnim delcem maso.
Za to teoretično odkritje, ki so ga potrdili poskusi v Velikem hadronskem trkalniku, je leta 2013 skupaj z Belgijcem Françoisom Englertom prejel Nobelovo nagrado za fiziko.